# Сервера, Фермин Занон
Фермин Занон Сервера (исп. Fermín Zanón Cervera; 1875—1944) — испанский зоолог.

## Биография
Родился в Годельете в провинции Валенсия. Сражался на Кубе в Испано-американской войне (1898). После её окончания остался на острове. Служил в гражданской гвардии, затем стал профессиональным натуралистом. Он работал в кубинском Министерстве сельского хозяйства и агрономии, являясь хранителем энтомологической коллекции.
Сервера сопровождал американского герпетолога Томаса Барбура во время его поездок на Кубе. Услышав о странных птицах на болотах полуострова Сапата, американец отправил испанца в серию походов по этим местам. В результате Сервера открыл три новых для науки вида, образцы которых отправил Барбуру для научного описания.
Два из трёх нижеперечисленных видов были названы Барбуром в честь Серверы:
- Ferminia cerverai
- Torreornis inexpectata
- Cyanolimnas cerverai

Сервера также обнаружил много новых насекомых, особенно из отряда Neuroptera.
В 1927 году Сервера вернулся в Испанию, чтобы продолжить работать энтомологом. До своей смерти в 1944 он жил в родном городке.